# 김광섭 (배우)
김광섭 (1987년 4월 17일 ~ )은 대한민국의 배우이다.

## 학력
- 수원대학교 연극영화학과

## 출연

### 영화
- 2009년 《청춘은 참혹하다》(단편) - 오른팔 역
- 2011년 《완득이》- 완득이 반 학생들 역
- 2012년 《개들의 전쟁》- 재필 역
- 2012년 《점쟁이들》 - 서울신문사 인턴기자 1 역
- 2012년 《키다리 아가씨》 - 조감독 역
- 2012년 《마이 라띠마》 - 양아치 2 역
- 2013년 《소녀》 - 광섭 역
- 2013년 《18: 우리들의 성장 느와르》 - 종영 역
- 2014년 《방황하는 칼날》 - 피씨방 카운터 역
- 2014년 《더러워 정말》 - 벽돌 역
- 2014년 《별이 빛나는 밤에》(단편) - 웨이터 역
- 2015년 《뷰티 인사이드》 - 우진 86 역
- 2015년 《더 폰》 - 콜떼기 기사 역
- 2015년 《초능력자]》(단편) - 청년 1 역
- 2016년 《혼숨》- 혁수 역
- 2018년 《데자뷰》- 건달 1 역

### 드라마
- 2011년 《소녀K》
- 2014년 《KBS 드라마 스페셜 - 다르게 운다》
- 2014년 《가족끼리 왜 이래》 - 다단계 회사 직원 역
- 2015년 《0시의 그녀》 - 범구 역
- 2015년 《너를 사랑한 시간》
- 2015년 《오 나의 귀신님》 - 조연출 역
- 2015년 《웹툰히어로 툰드라쇼 - 청순한 가족》- 광섭 역
- 2015년 《미세스 캅》- 양아치 역
- 2016년 《신데렐라와 네명의 기사》
- 2016년 《아임 쏘리 강남구》
- 2017년 《맨몸의 소방관》
- 2017년 《내일 그대와》- 남영 역
- 2017년 《귓속말》- 형사 역
- 2017년 《듀얼》- 양만춘의 수하 역
- 2017년 《도둑놈, 도둑님》
- 2017년 《황금빛 내 인생》

### 광고
- SBI저축은행
- 캔디크러시사가
- 하이트맥스
- 롯데칠성음료
- 호텔스닷컴